# Музей Козла в Твери
Музей Козла в Твери (некоммерческое учреждение культуры в области развития музейного дела «Музей Козла в Твери») — частный музей в городе Тверь. Основан 4 октября 2008 года историком, кандидатом исторических наук, специалистом в области геральдики Владимиром Ильичом Лавреновым. В «Музее Козла» на данный момент представлено более 6000 экспонатов, связанных с этим животным (неофициальным символом города): монеты, игрушки, фигурки, ювелирные украшения и многое другое.

## История
С момента основания в октябре 2008 года до октября 2014 музей располагался в учебном корпусе филиала РГГУ в Твери, директором которого был В. И. Лавренов, на окраине города в микрорайоне Литвинки, и выполнял функции учебного музея для студентов специальностей «культурология», «музееведение». Поначалу открытие подобного музея было встречено резкой критикой со стороны чиновников, местных активистов и краеведов, однако со временем он стал одним из ярчайших музейных и туристических проектов Твери, проводя культурные мероприятия на своей территории и участвуя в федеральных и международных музейных событиях.

## Экспозиция
В залах музея представлены экспонаты, возраст которых колеблется от XIV в. до н. э. (элементы ожерелья с козлами) до современных дизайнерских интерпретаций образа козла. Среди подлинных предметов — фигурка римского козла IV в. н. э., древние статуэтки, заколки, элементы диадем, греческие монеты Македонии, Эолиды и Фессалоников, монеты Древнего Рима, столовые приборы, запонки и трости XIX—XX вв., фарфоровые и бронзовые статуэтки и композиции с козами, игрушки, монеты великого княжества Тверского. В экспозиции представлены копии из Археологического музея Афин, Дрезденской картинной галереи (Германия), Британского музея (Великобритания) и других.
Часть экспозиции музея посвящена сложности и ёмкости самого слова «козёл», под которым может подразумеваться как парнокопытное животное, так и самые разнообразнве явления и предметы. Кроме того, музей рассказывает, какое значение имел образ козла для разных народов в разные исторические периоды и о месте этого образа в тверской культурной традиции. Также в рамках экспозиции представлен стенд, на котором посетители могут изучить гербы разных городов с изображением козла.